# Bitsch (Szwajcaria)
Bitsch – miejscowość i gmina (Politische Gemeinde) w południowej Szwajcarii, w kantonie Valais, w okręgu (Bezirk) Östlich Raron. Leży nad Rodanem.

## Demografia
W Bitsch mieszka 1 079 osób. W 2021 roku 10,6% populacji gminy stanowiły osoby urodzone poza Szwajcarią. 

## Transport
Przez teren gminy przebiega droga główna nr 19. 